# Ethylester

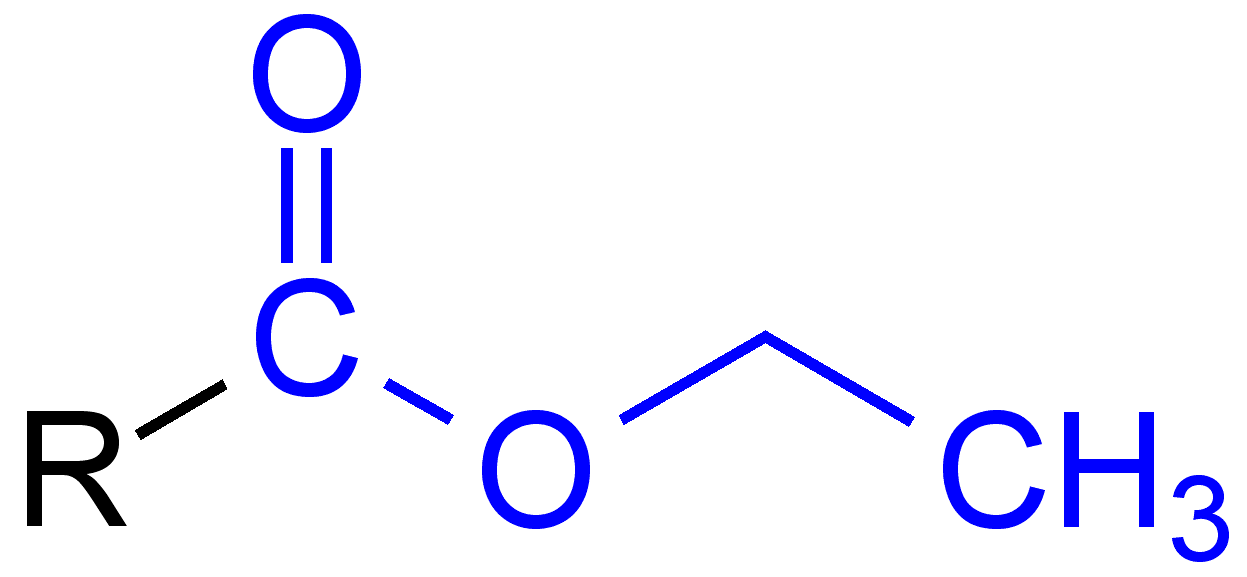
Ethylester einer Carbonsäure. Der Ethylester-Rest ist blau markiert. R steht für ein Wasserstoffatom oder einen Organyl-Rest (Alkyl-Rest, Aryl-Rest oder Alkylaryl-Rest etc.). Im Chlorameisensäure-
ethylester ist R ein Chloratom.

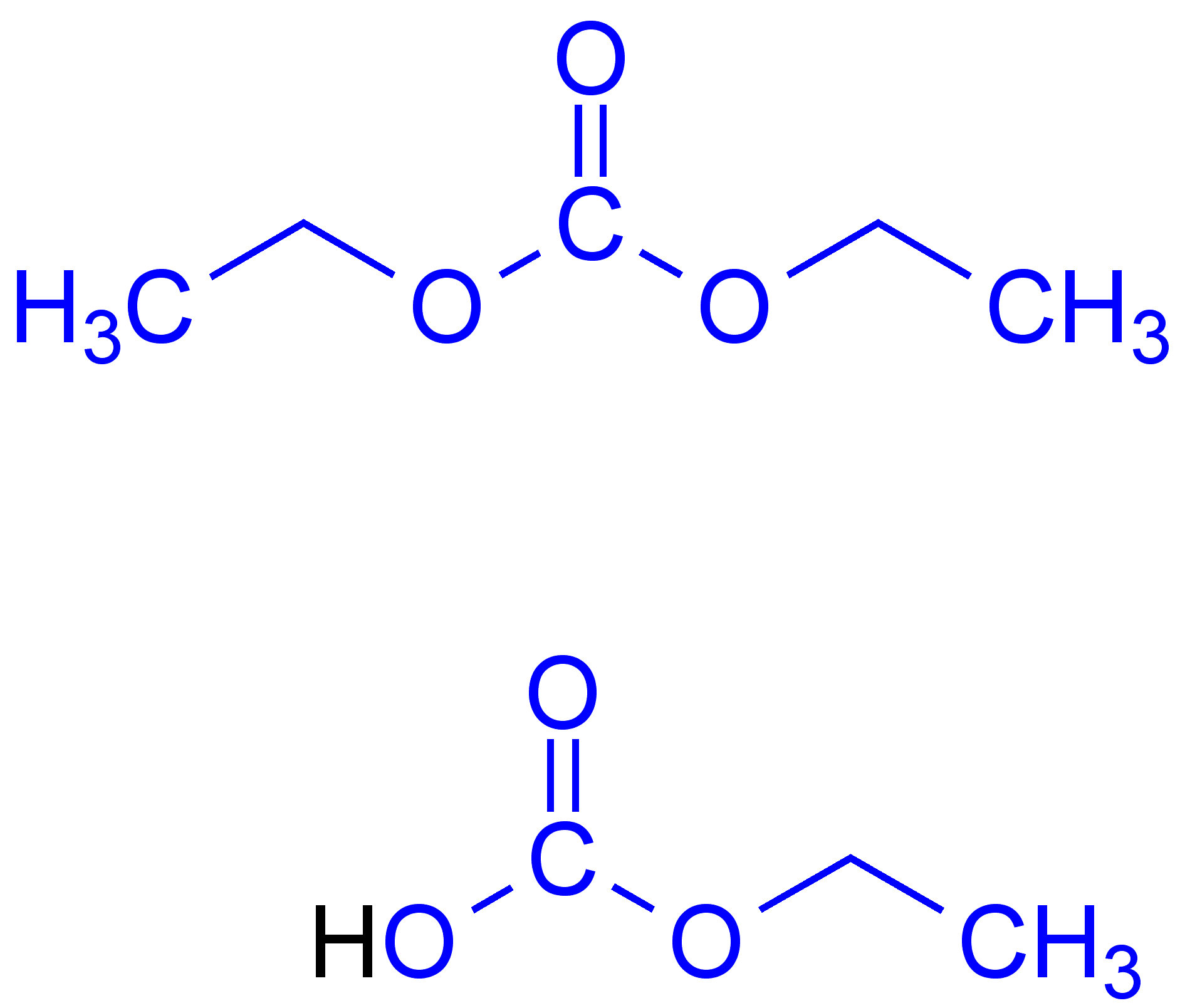
Diethylester (oben) und Monoethylester (unten) der Kohlensäure. Die funktionelle Gruppe ist blau markiert.

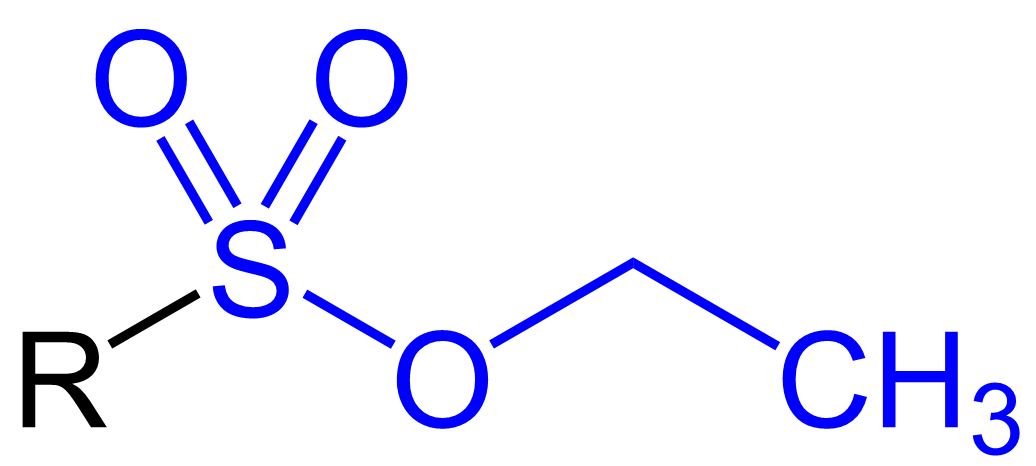
Ethylester einer Sulfonsäure. Der Ethylester-Rest ist blau markiert. R steht für einen Organyl-Rest (Alkyl-Rest, Aryl-Rest oder Alkylaryl-Rest etc.).

Ethylester sind chemische Verbindungen, die zur Gruppe der Ester gehören. Sie entstehen durch Veresterung einer Carbonsäure oder einer anorganischen Oxosäure mit Ethanol und weisen die charakteristische funktionelle Estergruppe auf. Neben den Carbonsäureestern zählen zu den Ethylestern auch Kohlensäureester und Ester, die sich von Sulfonsäuren und Ethanol ableiten. Analog können sich auch aus Salpetersäure, Sulfinsäuren, Phosphonsäuren oder Phosphinsäuren einerseits und Ethanol andererseits Ethylester bilden. Orthoameisensäuretriethylester, HC(OC2H5)3, ist ein bekannter Vertreter der Orthocarbonsäureester.

## Vorkommen
Carbonsäureethylester kommen als sogn. Fruchtester in vielen Früchten und Speisen als geruchsgebende Komponente vor.
In der Natur kommt Buttersäureethylester in verschiedenen Pflanzen vor, z. B. in Erdbeeren, Äpfeln, Orangen und Ananas. (Z)-4-Decensäureethylester, (E)-2-Octensäureethylester und (E,Z)-2,4-Decadiensäureethylester findet man in Birnen, (S)-2-Methylbuttersäureethylester in Orange und Ananas. Ethylformiat ist ein Bestandteil von Rum und Arrak.

## Herstellung
Ethylester entstehen z. B. aus einer Carbonsäure und Ethanol unter säurekatalysierter Wasserabspaltung.
Aus Carbonsäurechloriden und Ethanol können nach der Schotten-Baumann-Methode ebenfalls Ethylester erhalten werden. Ethylester lassen sich auch aus Carbonsäureanhydriden und Ethanol synthetisieren. Die nucleophile Substitution von Methylhalogeniden (z. B. Ethyliodid) mit Carboxylat-Ionen liefert auch Ethylester.
Entsprechend bilden sich Diethylester aus Dicarbonsäuren und Ethanol, Triethylester aus Tricarbonsäuren und Ethanol usw.

## Verwendung
Essigsäureethylester wird als Lösungs- und Gelatinierungsmittel – z. B. für Kollodiumwolle und Celluloid – in der Industrie eingesetzt. Einige Ethylester von Carbonsäuren werden als Geschmacks- und Aromastoffe benutzt.
Ethylester können durch ihre erhöhte Lipophilie Barrieren passieren bzw. Aminosäuretransportdefekte umgehen.
Ethylester von L-Tryptophan und eventuell weiterer Aminosäuren sind die einzige Behandlungsmöglichkeit für schwere Fälle der Hartnup-Krankheit.